# Чипиань
Чипиань — река на острове Сахалин, правый приток реки Лютога.
Впадает в Лютогу за 89 км от её устья, в посёлке Пятиречье, протекает по территории Холмского городского округа Сахалинской области.
Длина реки составляет 21 км, площадь водосборного бассейна — 136 км². Общее направление течения — с севера на юг.
Имеет крупный приток — реку Фрикена.

## Данные водного реестра
По данным государственного водного реестра России относится к Амурскому бассейновому округу.
Код объекта в государственном водном реестре — 20050000212118300006359.